# لیم‌استن، میشیگان
لیم‌استن (به انگلیسی: Limestone Township) یک منطقهٔ مسکونی در ایالات متحده آمریکا است که در شهرستان آلگر، میشیگان واقع شده‌است.
 لیم‌استن ۱۹۴٫۷ کیلومتر مربع مساحت و ۴۳۸ نفر جمعیت دارد و ۲۸۴ متر بالاتر از سطح دریا واقع شده‌است.